# Giovanni Boccia Artieri
Giovanni Boccia Artieri (né à Bologne le 18 avril 1967) est un sociologue et professeur en sciences de la communication italien contemporain, dont les travaux font autorité dans le domaine des nouveaux moyens de communication, liés à l'évolution technologique, ce qu'il appelle la « dérive technologique. »

## Biographie
Diplômé de sciences politiques, spécialisé en sociologie, Giovanni Boccia Artieri poursuit ses études dans le domaine de la communication et des médias.
Il est professeur à la faculté de sociologie de l'université d'Urbino « Carlo-Bo » où il dirige un programme d'études supérieures en sciences de la communication. Il s'intéresse aux relations entre les médias de masse, à l'identité, à la société, aux langages et à l'évolution des médias et des formes sociales.
On retrouve parmi ses projets récents un travail de recherche sur les médias dont le contenu est créé par son propre public (comme Wikipédia et YouTube).